# Kopciuszek. Inna historia
Kopciuszek. Inna historia (fr. Cendrillon au Far West) – belgijski-francuski film animowany z 2012 roku w reżyserii Pascala Hérolda.

## Opis fabuły
Poznaj surowy świat Dzikiego zachodu, gdzie rządzi groźna Felicity, a prawo stanowią bandy małpich piratów i nikt nie może się tam czuć bezpiecznie. W tym wszystkim nasz Kopciuszek – zahartowana przez życie kowbojka, wykorzystywana i wyśmiewana przez macochę. Oczywiście, jak to w bajkach bywa, pojawia się także Książę... Co zgubi nasz Kopciuszeka Bo o żadnym pantofelku nie ma mowy! Po obejrzeniu światowej prapremiery „Kopciuszek – inna historia” nie będziecie już pamiętać o tradycyjnej wersji...

## Obsada
- Alexandra Lamy - Kopciuszek
- Antoine de Caunes – Książę
- Yolande Moreau – Felicity
- Michel Boujenah – Siwy Dymek
- Isabelle Nanty - Księżna
- Philippe Peythieu - Barbazul
- Véronique Augereau - Harmony
- Audrey Lamy - Melody
- Hervé Lassince - Dark Lopez, les Bobs

Polski dubbing
- Julia Kołakowska – Kopciuszek
- Grzegorz Kwiecień – Książę
- Anna Apostolakis-Gluzińska – Księżna
- Katarzyna Kozak – Felicity
- Beata Wyrąbkiewicz – Harmony
- Ewa Prus – Melody
- Miłogost Reczek – Siwy Dymek
- Robert Jarociński – Barbazul